# オオモンシロチョウ
オオモンシロチョウ（大紋白蝶、学名 Pieris brassicae）は、チョウ目（鱗翅目）アゲハチョウ上科シロチョウ科の一種。

## 分布
ヨーロッパ原産のチョウだが、現在は中央アジアや日本にも分布している。
日本では、1995年に北海道京極町で初めて確認されたのち、青森県や対馬でも発見された。
現在は、北海道の各所で激減している。

## 特徴
成虫の体長は50-60 mmで、モンシロチョウより少し大きい。
成虫は3月から秋ごろまで見ることができる。
幼虫はモンシロチョウと同じくアブラナ科の植物を食草とする。
飛んでいるときの見た目だけではモンシロチョウとの区別は難しい。
モンシロチョウとは大きさと前翅の先端部の黒い斑紋の大きさで区別できる。
幼虫はモンシロチョウと違い黄色と黒のカラフルな模様をしているので簡単に区別できるが、蛹はモンシロチョウとよく似た形をしている。

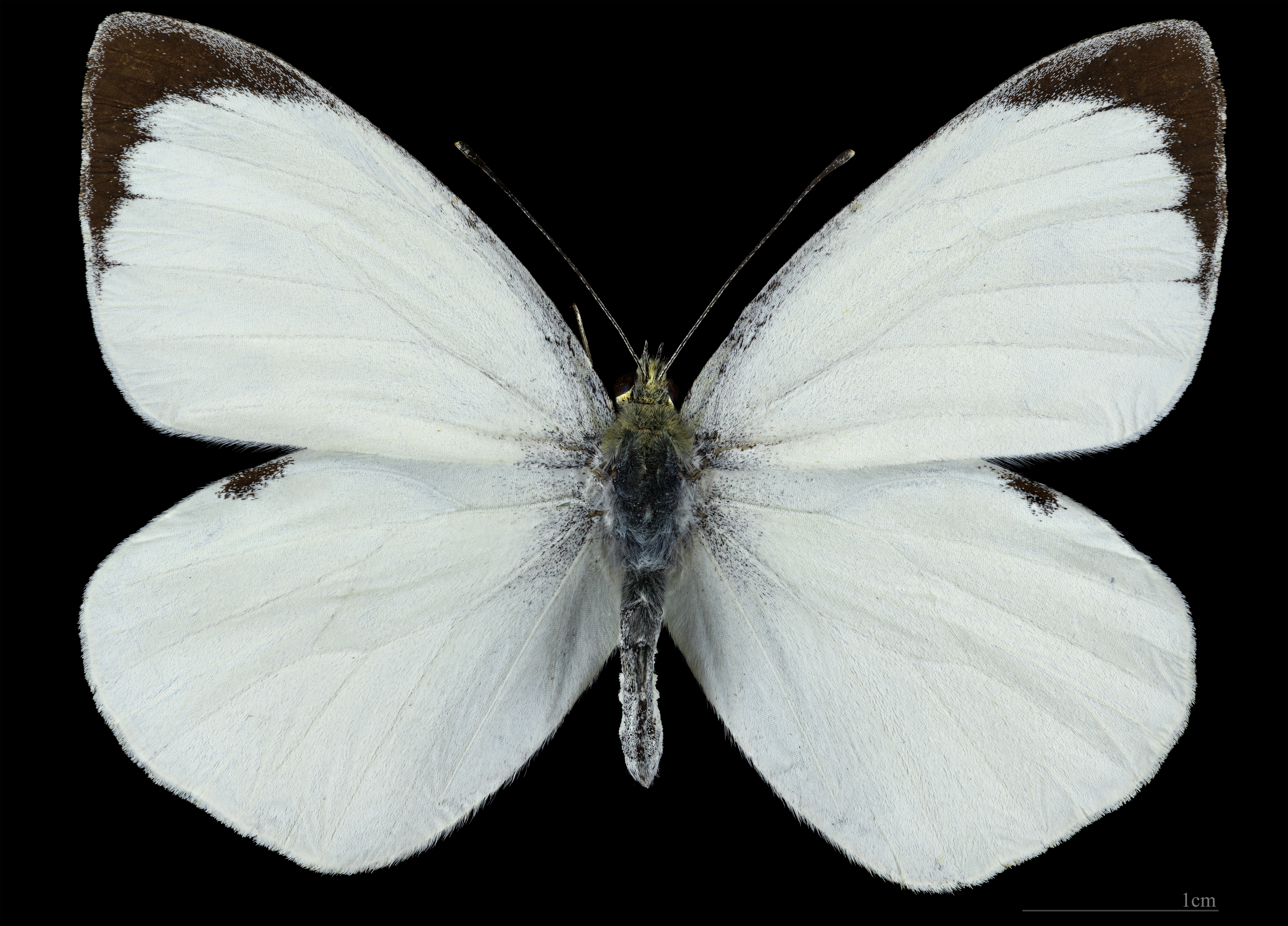
Pieris brassicae ♂
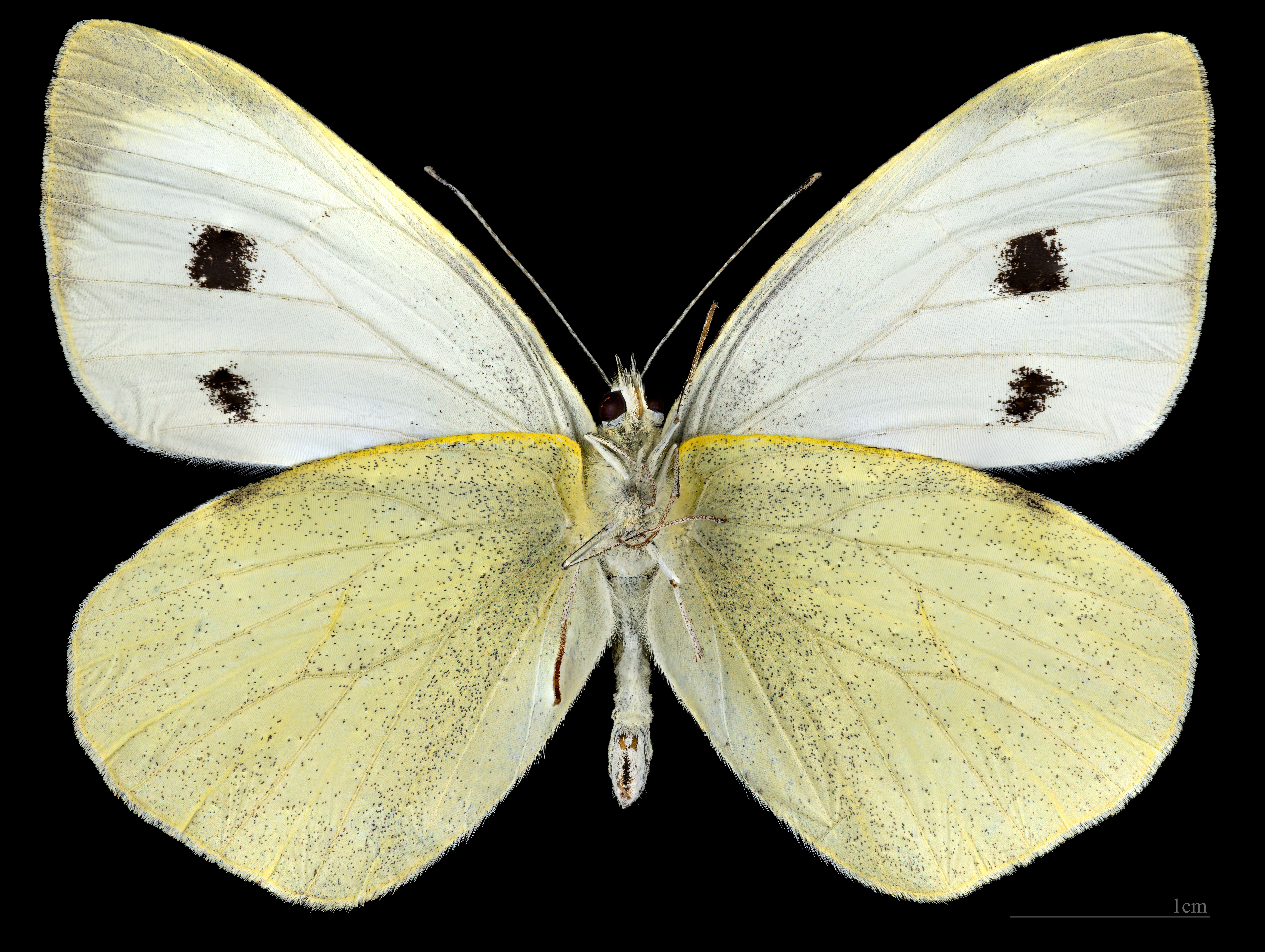
Pieris brassicae ♂  △
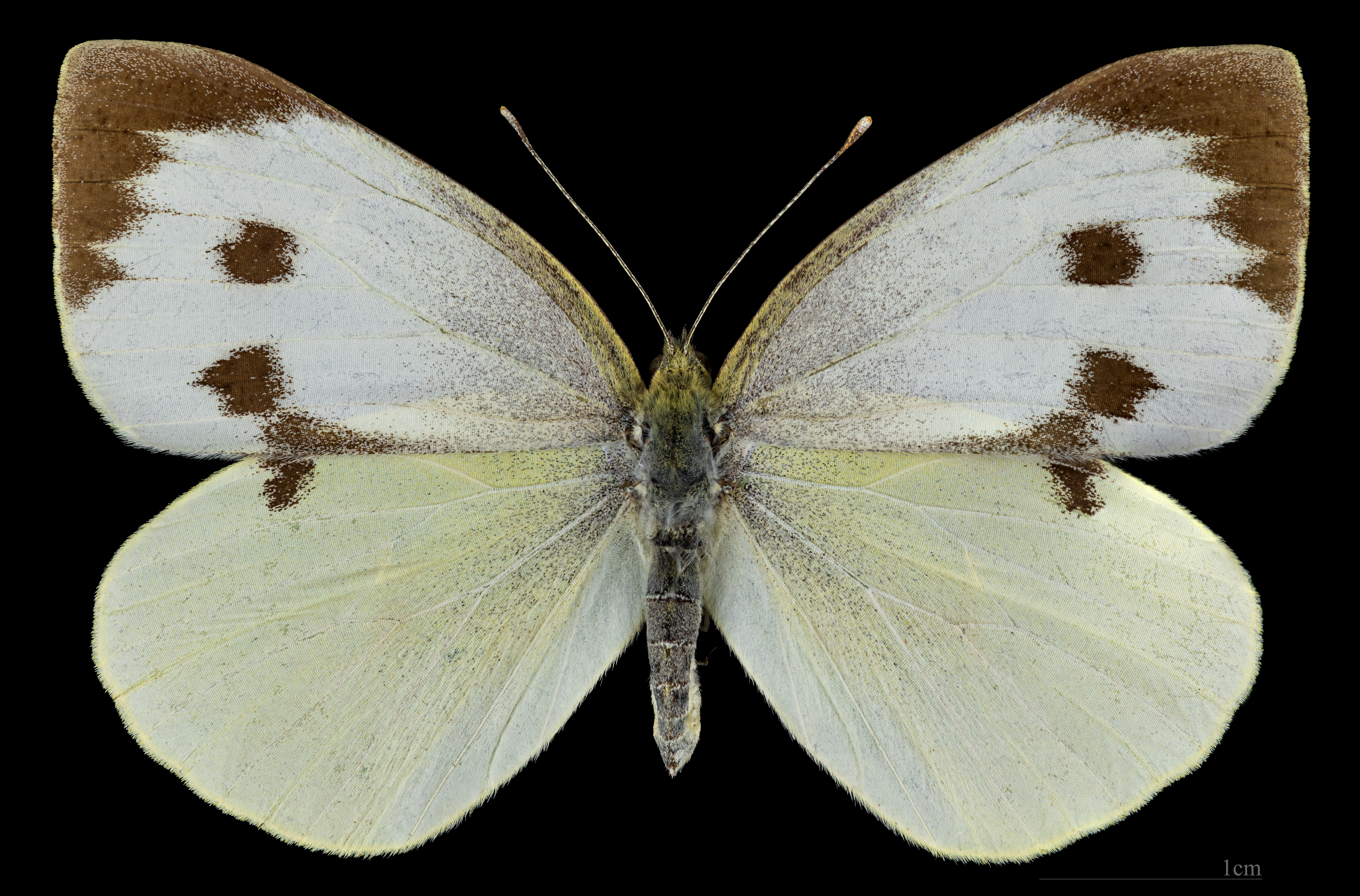
Pieris brassicae ♀
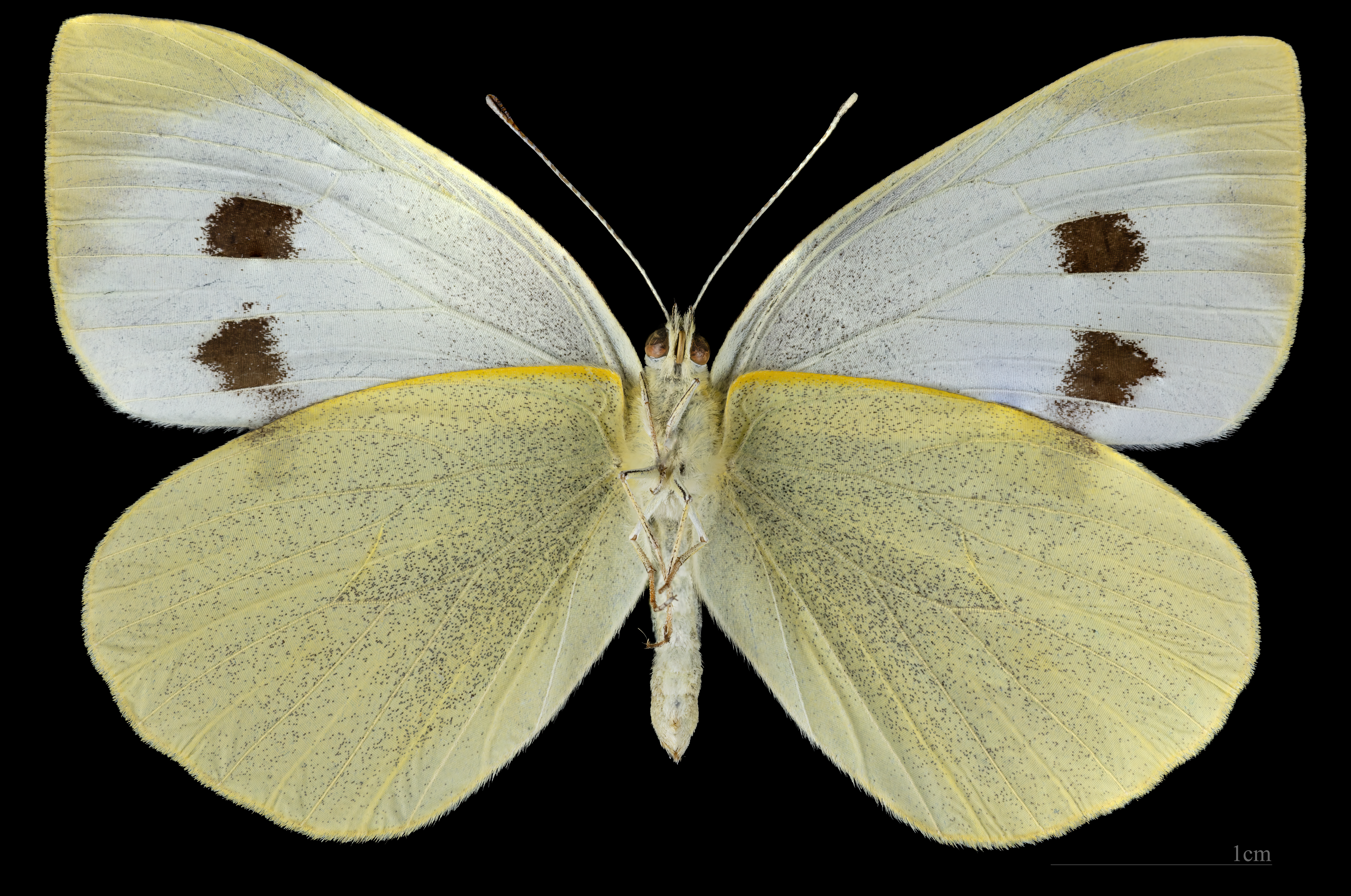
Pieris brassicae  ♀ △

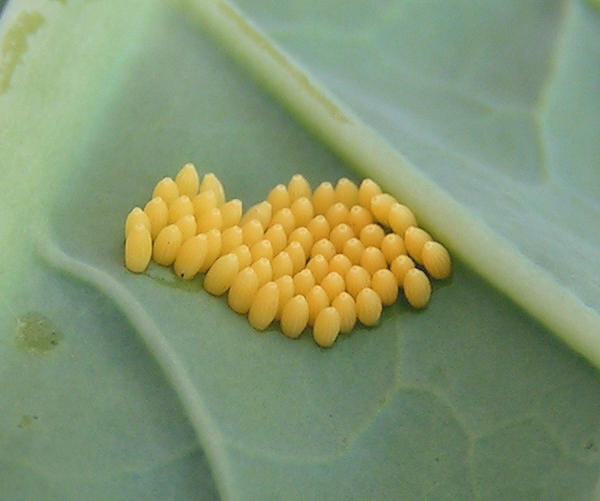
卵
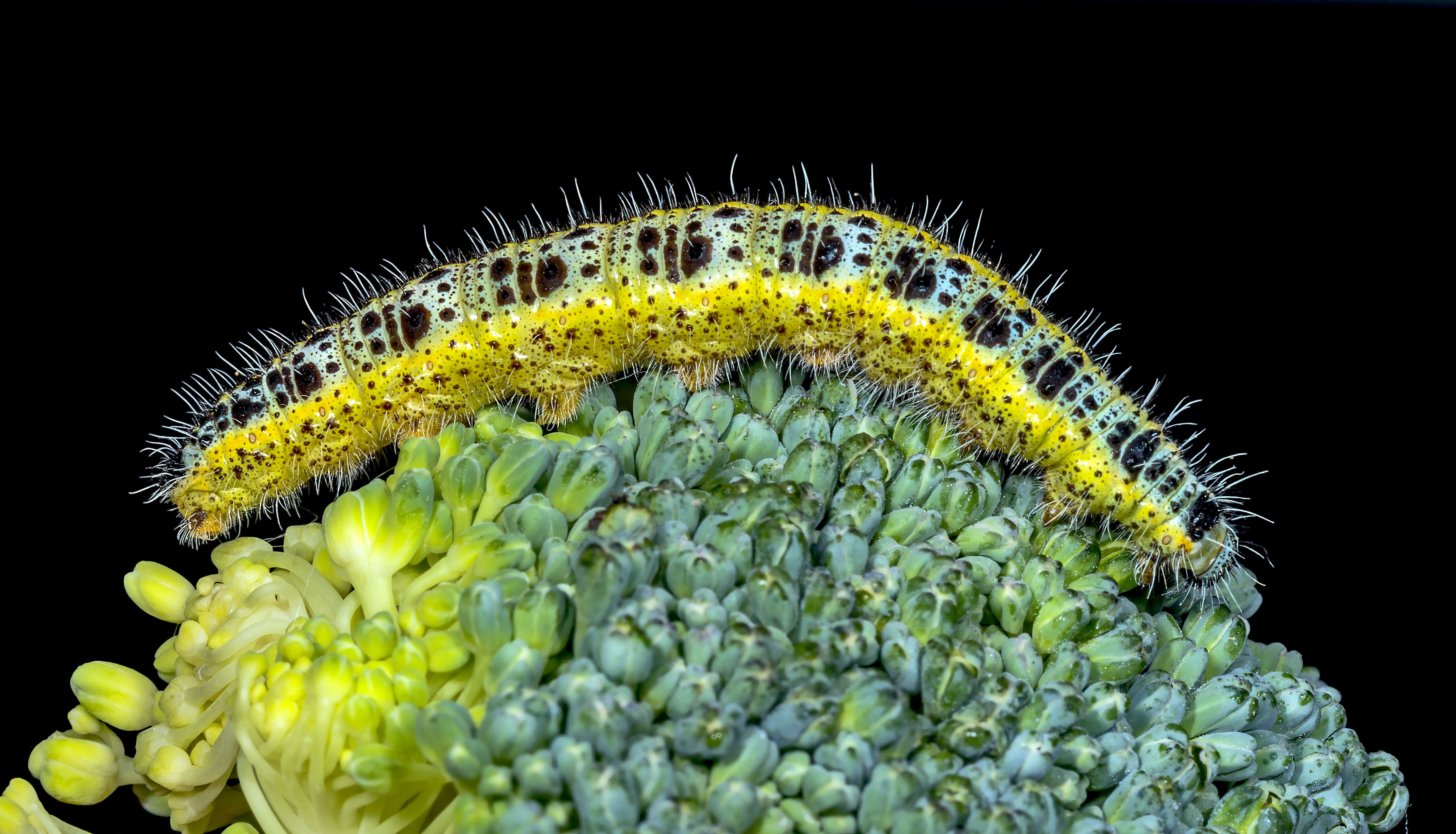
幼虫
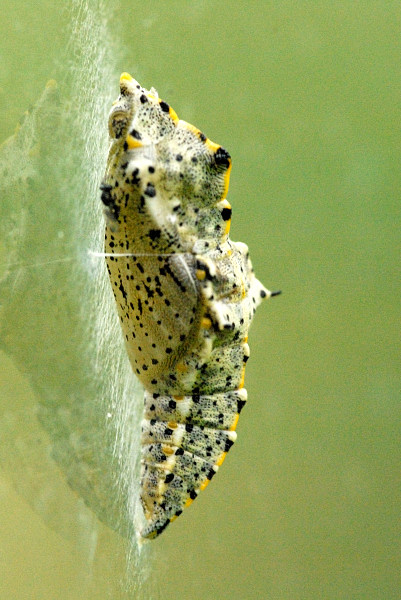
蛹
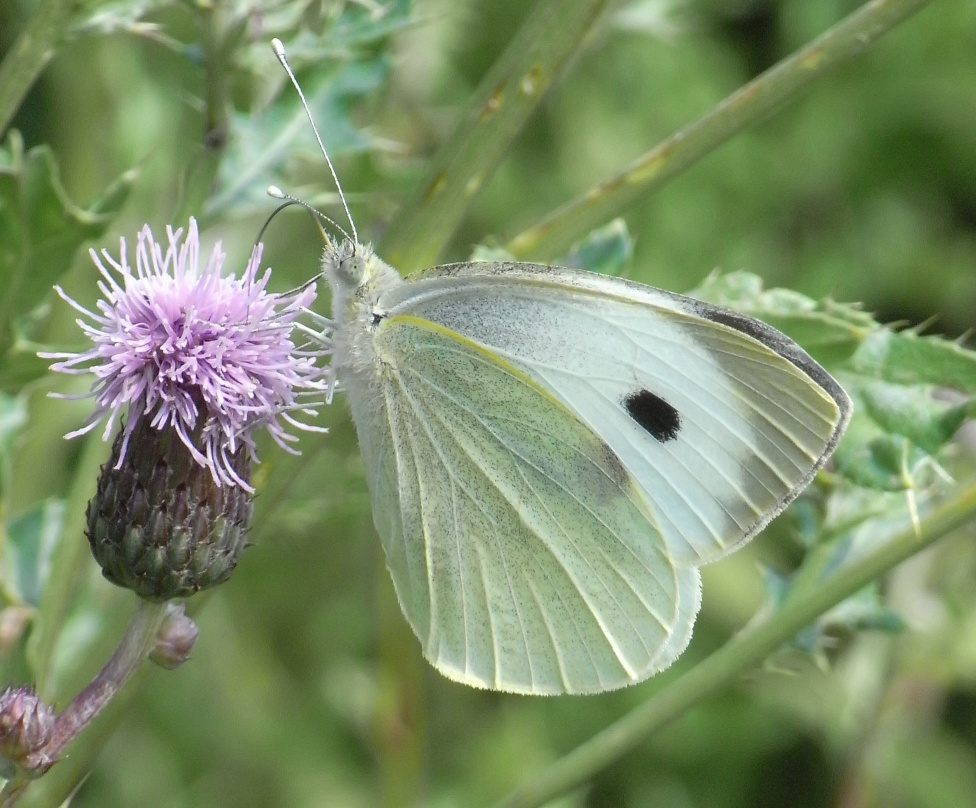
成虫